# Danh sách vô địch đôi nữ Giải quần vợt Mỹ Mở rộng
Các cặp vận động viên dưới đây từng giành chức vô địch giải quần vợt Mỹ Mở rộng ở nội dung đôi nữ.

## Các nhà vô địch

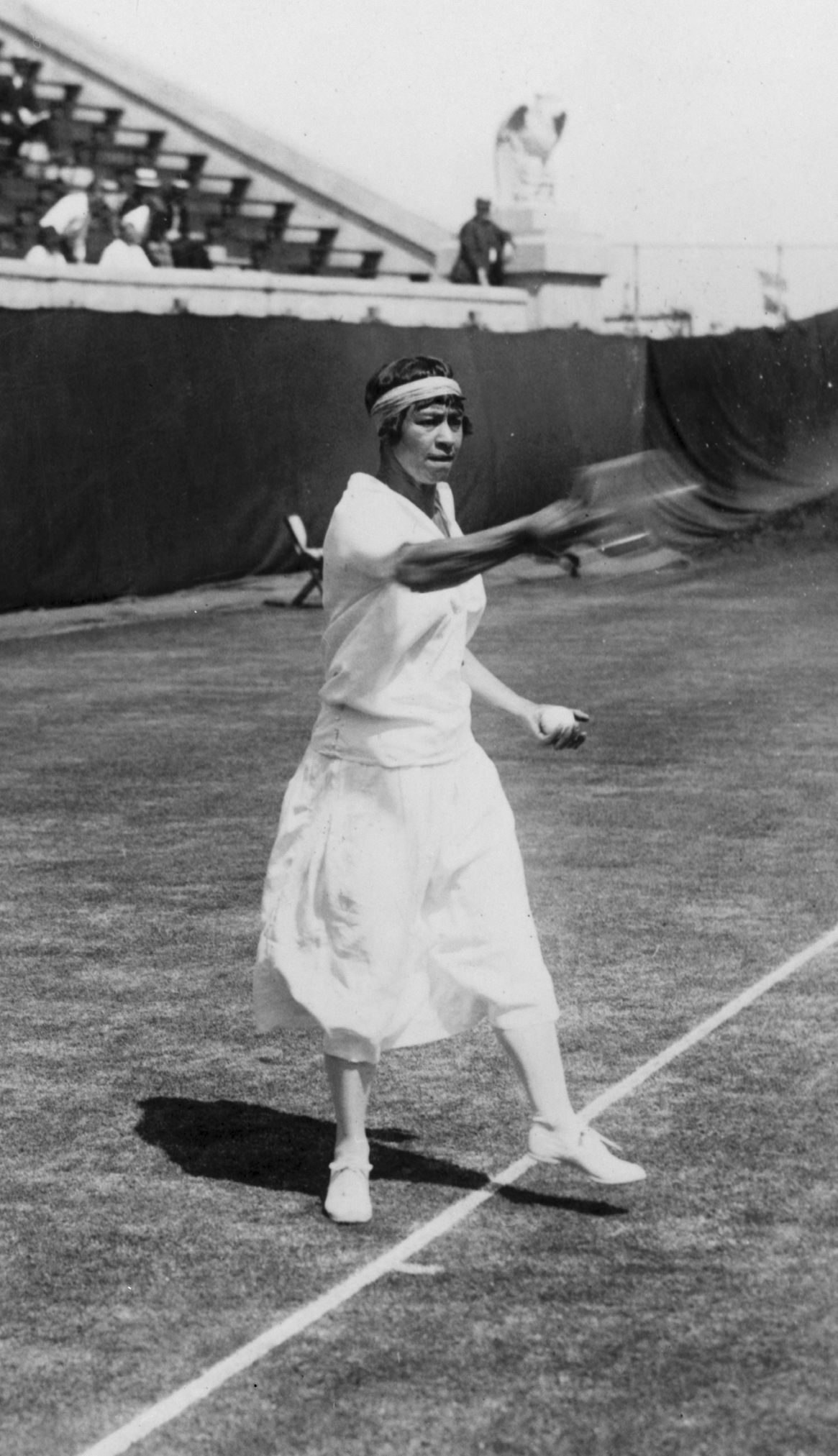
Molla Bjurstedt Mallory giành chức vô địch đôi năm 1916 và 1917 cùng Eleonora Sears

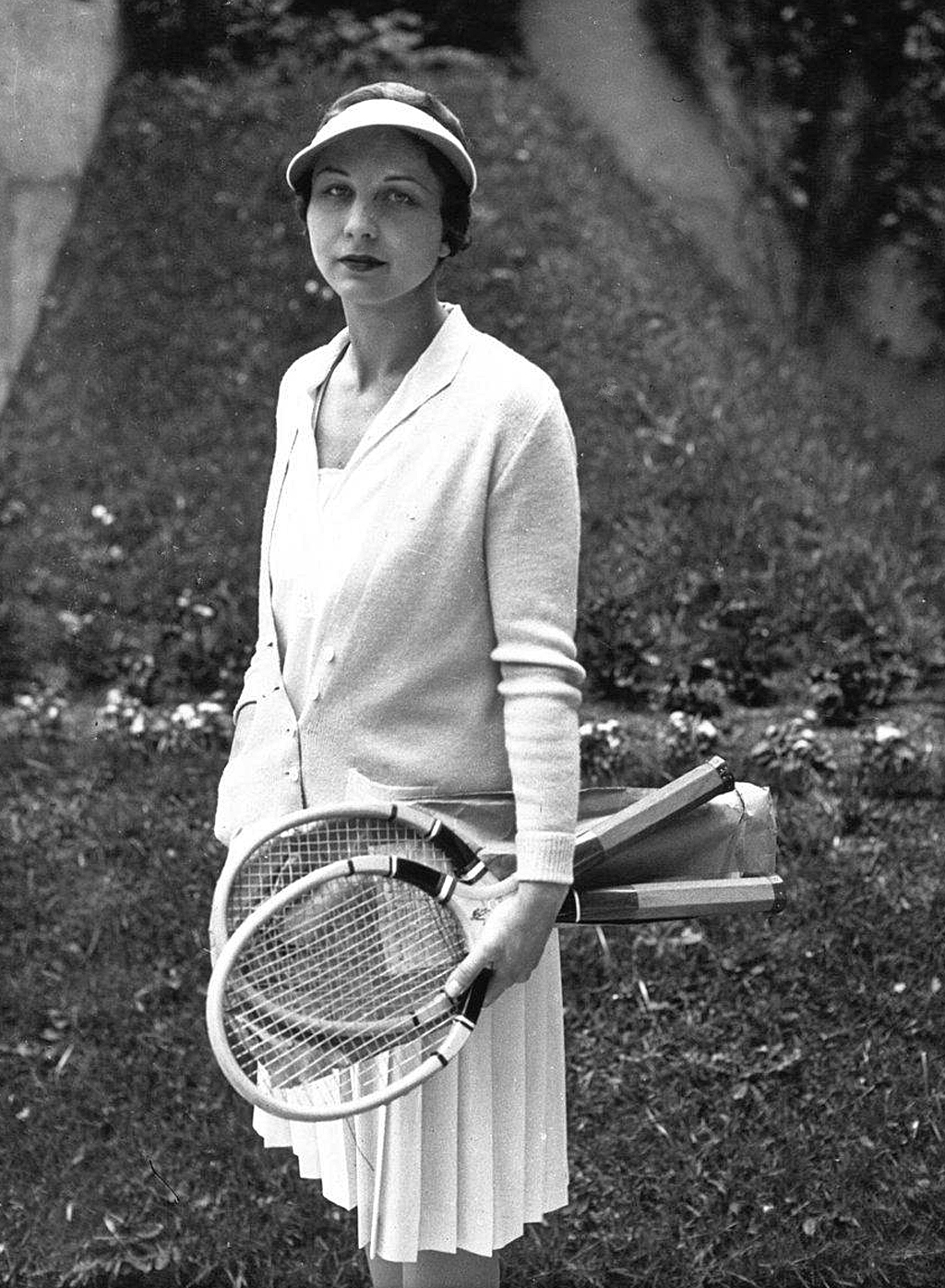
Helen Wills Moody vô địch bốn lần vào giai đoạn giữa hai cuộc chiến tranh

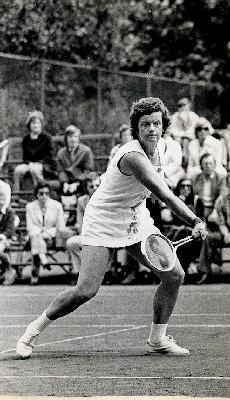
Tay vợt Betty Stöve của Hà Lan chiến thắng các năm 1977 và 1979

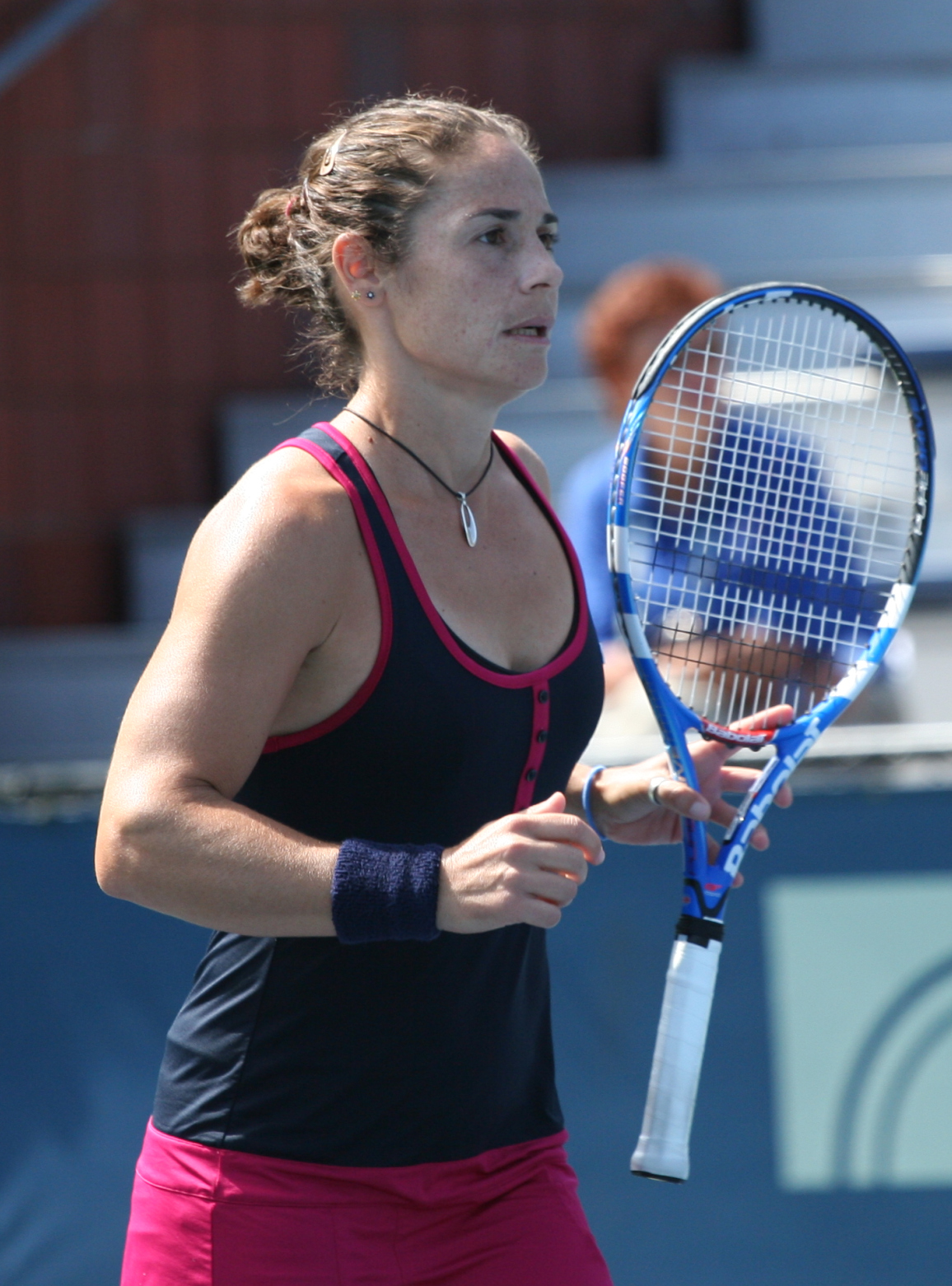
Virginia Ruano Pascual giành ba chức vô địch đôi nữ US Open trong sự nghiệp

| Năm          | Vô địch                                              | Hạng nhì                                    | Tỷ số                   |
| ------------ | ---------------------------------------------------- | ------------------------------------------- | ----------------------- |
| 1889         | Bertha Townsend Margarette Ballard                   | Marian Wright Laura Knight                  | 6–0, 6–2                |
| 1890         | Ellen Roosevelt Grace Roosevelt                      | Bertha Townsend Margarette Ballard          | 6–1, 6–2                |
| 1891         | Mabel Cahill Emma Leavitt Morgan                     | Ellen Roosevelt Grace Roosevelt             | 2–6, 8–6, 6–4           |
| 1892         | Mabel Cahill Adeline McKinlay                        | Helen Day Harris Amy Williams               | 6–1, 6–3                |
| 1893         | Aline Terry Harriet Butler                           | Augusta Schultz Miss Stone                  | 6–4, 6–3                |
| 1894         | Helen Hellwig Juliette Atkinson                      | Annabella C. Wistar Amy Williams            | 6–4, 8–6, 6–2           |
| 1895         | Helen Hellwig Juliette Atkinson                      | Elisabeth Moore Amy Williams                | 6–2, 6–2, 12–10         |
| 1896         | Elisabeth Moore Juliette Atkinson                    | Annabella C. Wistar Amy Williams            | 6–4, 7–5                |
| 1897         | Juliette Atkinson Kathleen Atkinson                  | Mrs. F. Edwards Elizabeth Rastall           | 6–2, 6–1, 6–1           |
| 1898         | Juliette Atkinson Kathleen Atkinson                  | Marie Wimer Carrie Neely                    | 6–1, 2–6, 4–6, 6–1, 6–2 |
| 1899         | Jane Craven Myrtle McAteer                           | Maud Banks Elizabeth Rastall                | 6–1, 6–1, 7–5           |
| 1900         | Edith Parker Hallie Champlin                         | Marie Wimer Myrtle McAteer                  | 9–7, 6–2, 6–2           |
| 1901         | Juliette Atkinson Myrtle McAteer                     | Marion Jones Elisabeth Moore                | default                 |
| 1902         | Juliette Atkinson Marion Jones                       | Maud Banks Nona Closterman                  | 6–2, 7–5                |
| 1903         | Elisabeth Moore Carrie Neely                         | Miriam Hall Marion Jones                    | 6–4, 6–1, 6–1           |
| 1904         | May Sutton Bundy Miriam Hall                         | Elisabeth Moore Carrie Neely                | 3–6, 6–3, 6–3           |
| 1905         | Helen Homans Carrie Neely                            | Marjorie Oberteuffer Virginia Maule         | 6–0, 6–1                |
| 1906         | Ann Burdette Coe Ethel Bliss Platt                   | Helen Homans Clover Boldt                   | 6–4, 6–4                |
| 1907         | Marie Wimer Carrie Neely                             | Edna Wildey Natalie Wildey                  | 6–1, 2–6, 6–4           |
| 1908         | Evelyn Sears Margaret Curtis                         | Carrie Neely Marian "Miriam" Steever        | 6–3, 5–7, 9–7           |
| 1909         | Hazel Hotchkiss Wightman Edith Rotch                 | Dorothy Green Lois Moyes                    | 6–1, 6–1                |
| 1910         | Hazel Hotchkiss Wightman Edith Rotch                 | Adelaide Browning Edna Wildey               | 6–4, 6–4                |
| 1911         | Hazel Hotchkiss Wightman Eleonora Sears              | Dorothy Green Florence Sutton               | 6–4, 4–6, 6–2           |
| 1912         | Dorothy Green Mary K. Browne                         | Maud Barger-Wallach Mrs. Frederick Schmitz  | 6–2, 5–7, 6–0           |
| 1913         | Mary K. Browne Louise Riddell Williams               | Dorothy Green Edna Wildey                   | 12–10, 2–6, 6–3         |
| 1914         | Mary K. Browne Louise Riddell Williams               | Louise Raymond Edna Wildey                  | 10–8, 6–2               |
| 1915         | Hazel Hotchkiss Wightman Eleonora Sears              | Helen Homans McLean Mrs. G. L. Chapman      | 10–8, 6–2               |
| 1916         | Molla Bjurstedt Eleonora Sears                       | Louise Raymond Edna Wildey                  | 4–6, 6–2, 10–8          |
| 1917         | Molla Bjurstedt Eleonora Sears                       | Phyllis Walsh Grace Moore LeRoy             | 6–2, 6–4                |
| 1918         | Marion Zinderstein Eleanor Goss                      | Molla Bjurstedt Anna Rogge                  | 7–5, 8–6                |
| 1919         | Marion Zinderstein Eleanor Goss                      | Eleonora Sears Hazel Hotchkiss Wightman     | 10–8, 9–7               |
| 1920         | Marion Zinderstein Eleanor Goss                      | Eleanor Tennant Helen Baker                 | 6–3, 6–1                |
| 1921         | Mary K. Browne Louise Riddell Williams               | Helen Gilleaudeau Aletta Bailey Morris      | 6–3, 6–2                |
| 1922         | Marion Zinderstein Jessup Helen Wills Moody          | Edith Sigourney Molla Bjurstedt Mallory     | 6–4, 7–9, 6–3           |
| 1923         | Kitty McKane Godfree Phyllis Howkins Covell          | Hazel Hotchkiss Wightman Eleanor Goss       | 2–6, 6–2, 6–1           |
| 1924         | Hazel Hotchkiss Wightman Helen Wills Moody           | Eleanor Goss Marion Jessup                  | 6–4, 6–3                |
| 1925         | Mary K. Browne Helen Wills Moody                     | May Bundy Elizabeth Ryan                    | 6–4, 6–3                |
| 1926         | Elizabeth Ryan Eleanor Goss                          | Mary K. Browne Charlotte Chapin             | 3–6, 6–4, 12–10         |
| 1927         | Kitty McKane Godfree Ermyntrude Harvey               | Betty Nuthall Joan Fry                      | 6–1, 4–6, 6–4           |
| 1928         | Hazel Hotchkiss Wightman Helen Wills Moody           | Edith Cross Anna McCune Harper              | 6–2, 6–2                |
| 1929         | Phoebe Holcroft Watson Peggy Michell                 | Phyllis Covell Dorothy Shepherd-Barron      | 2–6, 6–3, 6–4           |
| 1930         | Betty Nuthall Shoemaker Sarah Palfrey Cooke          | Edith Cross Anna McCune Harper              | 3–6, 6–3, 7–5           |
| 1931         | Betty Nuthall Shoemaker Eileen Bennett Whittingstall | Helen Jacobs Dorothy Round                  | 6–2, 6–4                |
| 1932         | Helen Jacobs Sarah Palfrey Cooke                     | Alice Marble Marjorie Morrill               | 8–6, 6–1                |
| 1933         | Betty Nuthall Shoemaker Freda James                  | Helen Wills Moody Elizabeth Ryan            | default                 |
| 1934         | Helen Jacobs Sarah Palfrey Cooke                     | Carolin Babcock Dorothy Andrus              | 4–6, 6–3, 6–4           |
| 1935         | Helen Jacobs Sarah Palfrey Cooke                     | Carolin Babcock Dorothy Andrus              | 6–4, 6–2                |
| 1936         | Marjorie Gladman Van Ryn Carolin Babcock Stark       | Helen Jacobs Sarah Palfrey Cooke            | 9–7, 2–6, 6–4           |
| 1937         | Sarah Palfrey Cooke Alice Marble                     | Marjorie Gladman Van Ryn Carolin Babcock    | 7–5, 6–4                |
| 1938         | Sarah Palfrey Cooke Alice Marble                     | Simonne Mathieu Jadwiga Jędrzejowska        | 6–8, 6–4, 6–3           |
| 1939         | Sarah Palfrey Cooke Alice Marble                     | Kay Stammers Freda Hammersley               | 7–5, 8–6                |
| 1940         | Sarah Palfrey Cooke Alice Marble                     | Dorothy Bundy Marjorie Gladman Van Ryn      | 6–4, 6–3                |
| 1941         | Sarah Palfrey Cooke Margaret Osborne duPont          | Dorothy Bundy Pauline Betz                  | 3–6, 6–1, 6–4           |
| 1942         | Louise Brough Clapp Margaret Osborne duPont          | Pauline Betz Doris Hart                     | 2–6, 7–5, 6–0           |
| 1943         | Louise Brough Clapp Margaret Osborne duPont          | Pauline Betz Doris Hart                     | 6–4, 6–3                |
| 1944         | Louise Brough Clapp Margaret Osborne duPont          | Pauline Betz Doris Hart                     | 4–6, 6–4, 6–3           |
| 1945         | Louise Brough Clapp Margaret Osborne duPont          | Pauline Betz Doris Hart                     | 6–3, 6–3                |
| 1946         | Louise Brough Clapp Margaret Osborne duPont          | Mary Prentiss Patricia Todd                 | 6–1, 6–3                |
| 1947         | Louise Brough Clapp Margaret Osborne duPont          | Doris Hart Patricia Todd                    | 5–7, 6–3, 7–5           |
| 1948         | Louise Brough Clapp Margaret Osborne duPont          | Doris Hart Patricia Todd                    | 6–4, 8–10, 6–1          |
| 1949         | Louise Brough Clapp Margaret Osborne duPont          | Doris Hart Shirley Fry                      | 6–4, 10–8               |
| 1950         | Louise Brough Clapp Margaret Osborne duPont          | Doris Hart Shirley Fry                      | 6–2, 6–3                |
| 1951         | Doris Hart Shirley Fry                               | Nancy Chaffee Patricia Todd                 | 6–4, 6–2                |
| 1952         | Doris Hart Shirley Fry                               | Louise Brough Clapp Maureen Connolly        | 10–8, 6–4               |
| 1953         | Doris Hart Shirley Fry                               | Louise Brough Clapp Margaret Osborne duPont | 6–2, 7–9, 9–7           |
| 1954         | Doris Hart Shirley Fry                               | Louise Brough Clapp Margaret Osborne duPont | 6–4, 6–4                |
| 1955         | Louise Brough Clapp Margaret Osborne duPont          | Doris Hart Shirley Fry                      | 6–3, 1–6, 6–3           |
| 1956         | Louise Brough Clapp Margaret Osborne duPont          | Betty Pratt Shirley Fry                     | 6–3, 6–0                |
| 1957         | Louise Brough Clapp Margaret Osborne duPont          | Althea Gibson Darlene Hard                  | 6–2, 7–5                |
| 1958         | Jeanne Arth Darlene Hard                             | Althea Gibson Maria Bueno                   | 2–6, 6–3, 6–4           |
| 1959         | Jeanne Arth Darlene Hard                             | Maria Bueno Sally Moore                     | 6–2, 6–3                |
| 1960         | Maria Bueno Darlene Hard                             | Ann Haydon Deidre Catt                      | 6–1, 6–1                |
| 1961         | Darlene Hard Lesley Turner Bowrey                    | Edda Buding Yola Ramírez                    | 6–4, 5–7, 6–0           |
| 1962         | Maria Bueno Darlene Hard                             | Billie Jean Moffitt Karen Susman            | 4–6, 6–3, 6–2           |
| 1963         | Robyn Ebbern Margaret Smith                          | Darlene Hard Maria Bueno                    | 4–6, 10–8, 6–3          |
| 1964         | Billie Jean King Karen Hantze Susman                 | Margaret Smith Lesley Turner                | 3–6, 6–2, 6–4           |
| 1965         | Carole Caldwell Graebner Nancy Richey                | Billie Jean Moffitt Karen Susman            | 6–4, 6–4                |
| 1966         | Maria Bueno Nancy Richey                             | Billie Jean Moffitt Rosemary Casals         | 6–3, 6–4                |
| 1967         | Rosemary Casals Billie Jean King                     | Mary-Ann Eisel Donna Floyd Fales            | 4–6, 6–3, 6–4           |
| ↓ Open Era ↓ |                                                      |                                             |                         |
| 1968         | Maria Bueno Margaret Court                           | Rosemary Casals Billie Jean King            | 4–6, 9–7, 8–6           |
| 1969         | Françoise Dürr Darlene Hard                          | Margaret Court Virginia Wade                | 0–6, 6–3, 6–4           |
| 1970         | Margaret Court Judy Tegart Dalton                    | Rosemary Casals Virginia Wade               | 6–3, 6–4                |
| 1971         | Rosemary Casals Judy Tegart Dalton                   | Gail Sherriff Chanfreau Françoise Dürr      | 6–3, 6–3                |
| 1972         | Françoise Dürr Betty Stöve                           | Margaret Court Virginia Wade                | 6–3, 1–6, 6–3           |
| 1973         | Margaret Court Virginia Wade                         | Rosemary Casals Billie Jean King            | 3–6, 6–3, 7–5           |
| 1974         | Rosemary Casals Billie Jean King                     | Françoise Dürr Betty Stöve                  | 7–6, 6–7, 6–4           |
| 1975         | Margaret Court Virginia Wade                         | Rosemary Casals Billie Jean King            | 7–5, 2–6, 7–6           |
| 1976         | Delina Boshoff Ilana Kloss                           | Olga Morozova Virginia Wade                 | 6–1, 6–4                |
| 1977         | Martina Navratilova Betty Stöve                      | Renée Richards Betty Ann Grubb Stuart       | 6–1, 7–6                |
| 1978         | Billie Jean King Martina Navratilova                 | Kerry Melville Reid Wendy Turnbull          | 7–6, 6–4                |
| 1979         | Betty Stöve Wendy Turnbull                           | Billie Jean King Martina Navratilova        | 6–4, 6–3                |
| 1980         | Billie Jean King Martina Navratilova                 | Pam Shriver Betty Stöve                     | 7–6, 7–5                |
| 1981         | Kathy Jordan Anne Smith                              | Rosemary Casals Wendy Turnbull              | 6–3, 6–3                |
| 1982         | Rosemary Casals Wendy Turnbull                       | Barbara Potter Sharon Walsh                 | 6–4, 6–4                |
| 1983         | Martina Navratilova Pam Shriver                      | Rosalyn Fairbank Candy Reynolds             | 6–7, 6–1, 6–3           |
| 1984         | Martina Navratilova Pam Shriver                      | Anne Hobbs Wendy Turnbull                   | 6–2, 6–4                |
| 1985         | Claudia Kohde-Kilsch Helena Suková                   | Martina Navratilova Pam Shriver             | 6–7, 6–2, 6–3           |
| 1986         | Martina Navratilova Pam Shriver                      | Hana Mandlíková Wendy Turnbull              | 6–4, 3–6, 6–3           |
| 1987         | Martina Navratilova Pam Shriver                      | Kathy Jordan Elizabeth Sayers Smylie        | 5–7, 6–4, 6–2           |
| 1988         | Gigi Fernández Robin White                           | Patty Fendick Jill Hetherington             | 6–4, 6–1                |
| 1989         | Hana Mandlíková Martina Navratilova                  | Mary Joe Fernandez Pam Shriver              | 5–7, 6–4, 6–4           |
| 1990         | Gigi Fernández Martina Navratilova                   | Jana Novotná Helena Suková                  | 6–2, 6–4                |
| 1991         | Pam Shriver Natalia Zvereva                          | Jana Novotná Larisa Savchenko Neiland       | 6–4, 4–6, 7–6           |
| 1992         | Gigi Fernández Natalia Zvereva                       | Jana Novotná Larisa Savchenko Neiland       | 7–6, 6–1                |
| 1993         | Arantxa Sánchez Vicario Helena Suková                | Amanda Coetzer Inés Gorrochategui           | 6–4, 6–2                |
| 1994         | Jana Novotná Arantxa Sánchez Vicario                 | Katerina Maleeva Robin White                | 6–3, 6–3                |
| 1995         | Gigi Fernández Natalia Zvereva                       | Brenda Schultz McCarthy Rennae Stubbs       | 7–5, 6–3                |
| 1996         | Gigi Fernández Natalia Zvereva                       | Jana Novotná Arantxa Sánchez Vicario        | 1–6, 6–1, 6–4           |
| 1997         | Lindsay Davenport Jana Novotná                       | Gigi Fernández Natalia Zvereva              | 6–3, 6–4                |
| 1998         | Martina Hingis Jana Novotná                          | Lindsay Davenport Natalia Zvereva           | 6–3, 6–3                |
| 1999         | Serena Williams Venus Williams                       | Chanda Rubin Sandrine Testud                | 4–6, 6–1, 6–4           |
| 2000         | Julie Halard-Decugis Ai Sugiyama                     | Cara Black Elena Likhovtseva                | 6–0, 1–6, 6–1           |
| 2001         | Lisa Raymond Rennae Stubbs                           | Kimberly Po-Messerli Nathalie Tauziat       | 6–2, 5–7, 7–5           |
| 2002         | Virginia Ruano Pascual Paola Suárez                  | Elena Dementieva Janette Husárová           | 6–2, 6–1                |
| 2003         | Virginia Ruano Pascual Paola Suárez                  | Svetlana Kuznetsova Martina Navratilova     | 6–2, 6–2                |
| 2004         | Virginia Ruano Pascual Paola Suárez                  | Svetlana Kuznetsova Elena Likhovtseva       | 6–4, 7–5                |
| 2005         | Lisa Raymond Samantha Stosur                         | Elena Dementieva Flavia Pennetta            | 6–2, 5–7, 6–3           |
| 2006         | Nathalie Dechy Vera Zvonareva                        | Dinara Safina Katarina Srebotnik            | 7–6, 7–5                |
| 2007         | Nathalie Dechy Dinara Safina                         | Chiêm Vịnh Nhiên Chuang Chia-jung           | 6–4, 6–2                |
| 2008         | Cara Black Liezel Huber                              | Lisa Raymond Samantha Stosur                | 6–3, 7–6(8–6)           |
| 2009         | Serena Williams Venus Williams                       | Cara Black Liezel Huber                     | 6–2, 6–2                |
| 2010         | Vania King Yaroslava Shvedova                        | Liezel Huber Nadia Petrova                  | 2–6, 6–4, 7–6(7–4)      |
| 2011         | Liezel Huber Lisa Raymond                            | Vania King Yaroslava Shvedova               | 4–6, 7–6(7–5), 7–6(7–3) |
| 2012         | Sara Errani Roberta Vinci                            | Andrea Hlaváčková Lucie Hradecká            | 6–4, 6–2                |
| 2013         | Andrea Hlaváčková Lucie Hradecká                     | Ashleigh Barty Casey Dellacqua              | 6–7(4–7), 6–1, 6–4      |
| 2014         | Ekaterina Makarova Elena Vesnina                     | Martina Hingis Flavia Pennetta              | 2–6, 6–3, 6–2           |
| 2015         | Martina Hingis Sania Mirza                           | Casey Dellacqua Yaroslava Shvedova          | 6–3, 6–3                |
| 2016         | Bethanie Mattek-Sands Lucie Šafářová                 | Caroline Garcia Kristina Mladenovic         | 2–6, 7–6(7–5), 6–4      |
| 2017         | Chiêm Vịnh Nhiên Martina Hingis                      | Lucie Hradecká Kateřina Siniaková           | 6–3, 6–2                |
| 2018         | Ashleigh Barty CoCo Vandeweghe                       | Tímea Babos Kristina Mladenovic             | 3–6, 7–6(7–2), 7–6(8–6) |
| 2019         | Elise Mertens Aryna Sabalenka                        | Ashleigh Barty Victoria Azarenka            | 7-5, 7-5                |
| 2020         |                                                      |                                             |                         |